# Giorgi Sogoiani
Giorgi „Gio“ Sogoiani (georgisch გიორგი სოღოიანი; * 7. Juli 1997 in Bakuriani) ist ein georgischer Rennrodler.
Sogoiani hat an der Staatlichen Universität Tiflis studiert.

## Junioren
Giorgi Sogoiani bestritt seine ersten internationalen Rennen in der Saison 2012/13 im Rahmen des Junioren-A-Weltcups und wurde in Lillehammer zum Saisonauftakt 17., im weiteren Saisonverlauf in Igls 23. In der folgenden Saison trat er erneut in nur zwei Rennen an, hatte dabei aber für einen georgischen Rodler zwei überaus herausragende Resultate: erneut in Lillehammer wurde er Sechster, in Sigulda verpasste er als Vierter gar nur um einen Rang den Sprung auf das Podium, und ließ dabei jeweils beispielsweise drei russische Rodler hinter sich. Mit 110 Punkten aus nur zwei Rennen wurde er 18. der Gesamtwertung. Auch Saison 2014/15 betritt er in Oberhof und Igls zwei Saisonrennen, konnte an die Vorjahresergebnisse jedoch nicht anknüpfen und wurde in Igls sogar disqualifiziert. Bei den Juniorenweltmeisterschaften 2015 in Lillehammer belegte Sogoiani den 25. Platz. In der Saison 2015/16 kam er zu keinen weiteren internationalen Einsätzen.
2012 und 2014 startete er beim FIL-Sommerrodel-Cup in Ilmenau und platzierte sich dabei jeweils im Mittelfeld der Nachwuchsrodler.

## Männer
In der Saison 2016/17 machte Sogoiani seine ersten Schritte bei den Männern im Rahmen des A-Weltcups. Zu seinem ersten Einsatz in einem Nationencup-Rennen kam er in Sigulda, konnte sich dort als 23. jedoch nicht für das Hauptrennen im Weltcup qualifizieren. Beim vorolympischen Rennen in Pyeongchang wurde er 37. Zudem startete er in Sigulda erneut bei den Juniorenweltmeisterschaften und wurde dort 19.

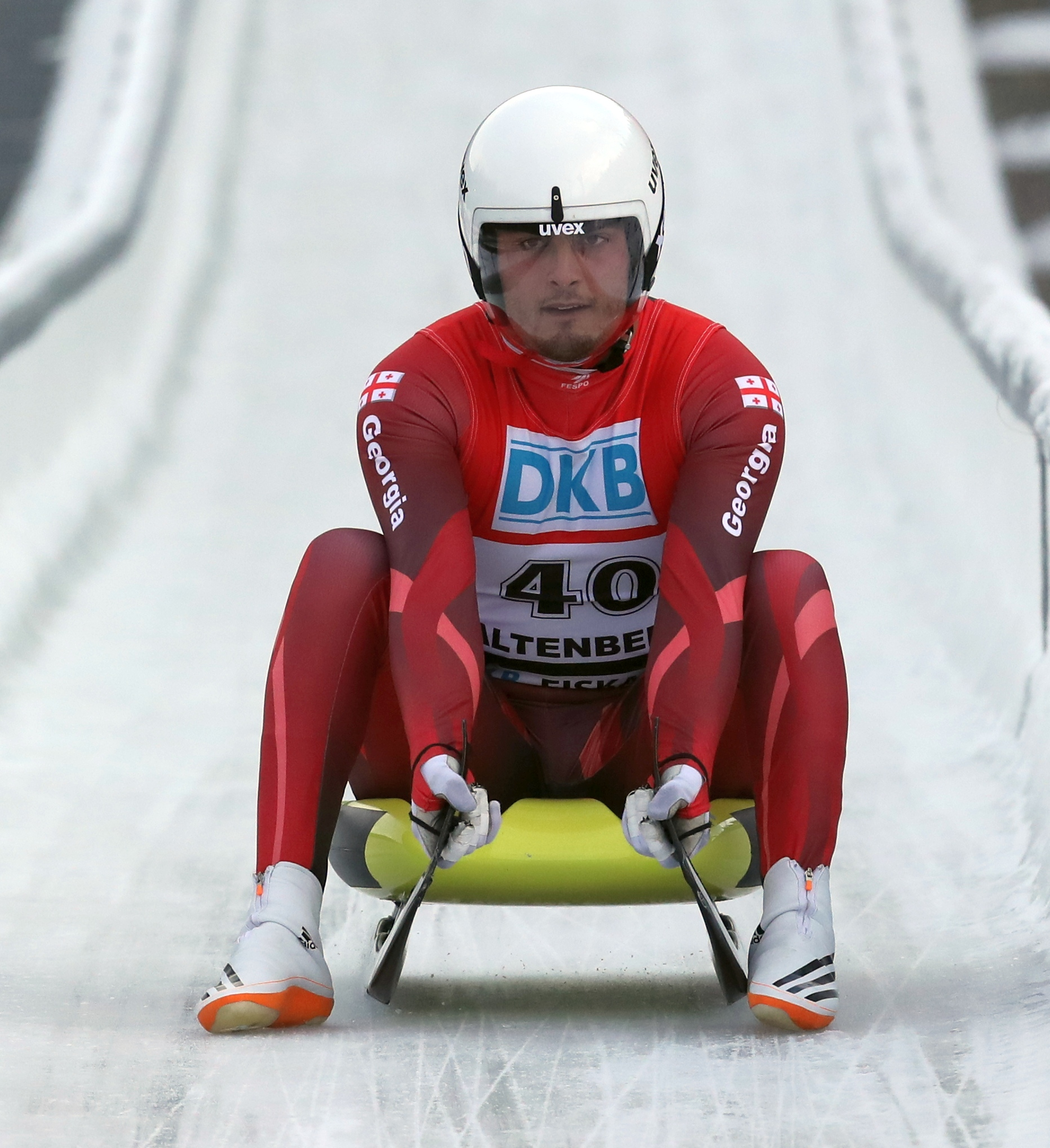
Sogoiani beim Nationencup-Rennen im Dezember 2017 in Altenberg

In der olympischen Saison 2017/18 kam Sogoiani zu seinen bislang meisten internationalen Einsätzen. Er startete fünf Mal bei Nationencup-Rennen, scheiterte aber immer an der Weltcup-Qualifikation: zum Saisonauftakt als 37. in Igls, als 38. in Winterberg, als 28. in Altenberg, als 31. in Calgary und als 22. in Sigulda. Die Rennen in Sigulda waren zugleich die Europameisterschaften 2018, in deren Rahmen er 27. wurde. Damit hatte Sogoiani genug Punkte gesammelt, um den 39. von 40 Startplätzen für die Olympischen Winterspiele 2018 zu sichern. In Südkorea fuhr er vor allem einen sehr guten ersten Lauf, nach dem er 30. der 40 Fahrer war. die beiden folgenden Läufe waren mit der 34. und 33. Laufzeit etwas schwächer. Am Ende belegte er den 32. Platz.
In der nacholympischen Saison 2018/19 trat Sogoiani nur beim Rennen in Sigulda an und wurde dort 20. des Nationencups. Damit verpasste er nur um einen Rang gegenüber Pawel Angelow seine erste Qualifikation für ein Weltcup-Rennen. Es dauerte zwei Jahre, bis der Georgier Saison 2021 in Sigulda wieder im Weltcup antrat. Als 14. des Nationencups gelang ihm dabei erstmals in seiner Karriere der Sprung in ein Weltcup-Rennen, das er auf dem 26. Platz bei 32 Startern beendete. Da dies zugleich die die Europameisterschaften 2021 waren, kam er auch in diese Wertung und belegte den 22. Platz.

## Statistik

### Ergebnisse bei Meisterschaften
| Jahr | Olympische Spiele | Weltmeisterschaften | Europameisterschaften | U-23-Weltmeisterschaften | U-23-Europameisterschaften | Junioren-Weltmeisterschaften | Junioren-Europameisterschaften |
| ---- | ----------------- | ------------------- | --------------------- | ------------------------ | -------------------------- | ---------------------------- | ------------------------------ |
| 2013 | 0/                | 0–                  | 0–                    | 0–                       | 0–                         | 0–                           | 0–                             |
| 2014 | 0/                | 0/                  | 0–                    | 0/                       | 0–                         | 0–                           | 0–                             |
| 2015 | 0/                | 0–                  | 0–                    | 0–                       | 0–                         | 25.                          | 0–                             |
| 2016 | 0/                | 0–                  | 0–                    | 0–                       | 0–                         | 0–                           | 0–                             |
| 2017 | 0/                | 0–                  | 0–                    | 0–                       | 0–                         | 19.                          | 0–                             |
| 2018 | 32.               | 0/                  | 27.                   | 0/                       | 0–                         | 0–                           | 0–                             |
| 2019 | 0/                | 0–                  | 0–                    | 0–                       | 0–                         | 0–                           | 0–                             |
| 2020 | 0/                | 0–                  | 0–                    | 0–                       | 0–                         | 0–                           | 0–                             |
| 2021 | 0/                | 0–                  | 22.                   | 0–                       | 0–                         | 0–                           | 0–                             |

### Platzierungen in Gesamtwertungen
| Saison  | Weltcup | WC-Punkte | Sprintweltcup | Nationencup | NC-Punkte | Juniorinnen-Weltcup | JWC-Punkte | Jugend-A-Weltcup | JAWC-Punkte |
| ------- | ------- | --------- | ------------- | ----------- | --------- | ------------------- | ---------- | ---------------- | ----------- |
| 2012/13 | 0–      | 0–        | 0–            | 0–          | 0–        | 0–                  | 0–         | 38.              | 042         |
| 2013/14 | 0–      | 0–        | 0–            | 0–          | 0–        | 0–                  | 0–         | 18.              | 110         |
| 2014/15 | 0–      | 0–        | 0–            | 0–          | 0–        | 0–                  | 0–         | 48.              | 022.        |
| 2015/16 | 0–      | 0–        | 0–            | 0–          | 0–        | 0–                  | 0–         | 0–               | 0–          |
| 2016/17 | 52.     | 006       | 0–            | 52.         | 022       | 0/                  | 0/         | 0–               | 0–          |
| 2017/18 | 55.     | 008       | 0–            | 50.         | 049       | 0/                  | 0/         | 0–               | 0–          |
| 2018/19 | 46.     | 008       | 0–            | 45.         | 021       | 0/                  | 0/         | 0/               | 0/          |
| 2019/20 | 0–      | 0–        | 0–            | 0–          | 0–        | 0/                  | 0/         | 0/               | 0/          |

## Einzelbelege
1. ↑  ქართველი მოციგავის მე-4 ადგილი მსოფლიო თასზე. Abgerufen am 9. Januar 2021 (englisch).
2. ↑  Georgian athletes set for Pyeongchang Winter Olympics. Abgerufen am 9. Januar 2021.
3. ↑  Giorgi Soğoiani ikinci cəhdində daha yaxşı nəticə göstərdi (Video). Abgerufen am 9. Januar 2021 (az-AZ).
4. ↑  გიორგი სოღოიანმა ოლიმპიადაზე გამოსვლა 32-ე ადგილზე დაასრულა. Abgerufen am 9. Januar 2021 (ka-ge).

| Personendaten    | Personendaten                                |
| ---------------- | -------------------------------------------- |
| NAME             | Sogoiani, Giorgi                             |
| ALTERNATIVNAMEN  | Sogoiani, Gio; სოღოიანმა, გიორგი (georgisch) |
| KURZBESCHREIBUNG | georgischer Rennrodler                       |
| GEBURTSDATUM     | 7. Juli 1997                                 |
| GEBURTSORT       | Bakuriani                                    |